# Attilio Busseti
Attilio Busseti (Andria, 24 maggio 1933 – Roma, 19 gennaio 2024) è stato un politico italiano.

## Biografia
Laureato in giurisprudenza, svolse la professione legale. Impegnato in politica con la Democrazia Cristiana, divenne senatore alle elezioni del 1976 e confermò il seggio a quelle del 1979, restando in carica fino al 1983.
Venne nuovamente eletto senatore alle elezioni politiche nel 1987, dimettendosi nel gennaio 1992, dopo la sua elezione a sindaco di Andria, carica che ricoprì dal 16 settembre 1991 al 28 dicembre 1992.
Morì a Roma il 19 gennaio 2024 all'età di 90 anni.